# Ирански народи
Ирански народи е термин, с който се обозначават онези индоевропейски народи, които говорят ирански езици. Населяват Близкия изток и Средна Азия. Иранските народи произлизат от древните арийци или арии, подгрупа на индоевропейците. Името Иран произлиза от думата Арианам, т.е. "(Земя) на арийците".

## Определение за иранските народи
Към групата на иранските народи спадат онези етноси и народи, които говорят ирански езици. Терминът ирански обозначава много по-широк кръг от различни народи и езици, които водят началото си от древните арийци (иранци). Тъй като през 1935 година съвременната държава Иран приема това име, заменяйки предишното си име Персия, Иран няма изключителното право върху името ирански или ирански народ(и). Това название обозначава не само гражданите (предимно перси) в държавата Иран, но и таджиките, пущуните, кюрдите, осетинците, белуджите и други по-малки етнически групи.

## Географско разпределение
Иранските народи наброяват около 150 млн. души, които говорят ирански езици. По-голямата част от иранските народи живеят в Иран, Афганистан, Таджикистан, Западен Пакистан, районите, населявани от кюрдите (често са наричани като Кюрдистан) в Югоизточна Турция, Северен Ирак, Иран и Сирия, както и част от Узбекистан (особено в района на Самарканд и Фергана), Кавказ (Осетия и Азербайджан) и Западен Китай.

## Списък на иранските народи
В наши дни към иранските народи спадат:
- персийци
- таджики
- пущуни
- кюрди
- белуджи
- гилани
- мазандарани
- бахтияри
- лури
- тати
- талиши
- заза
- осетинци